# Elena Cattaneo
Elena Cattaneo (Paladina, 22 de outubro de 1962) é uma neurobiologista e professora italiana. Desde 11 de dezembro de 2013 é senadora vitalícia nomeada pelo presidente Giorgio Napolitano.

## Biografia
Nascida em Paladina em 1962, formou-se em Farmácia na Universidade de Milão e mudou-se por alguns anos para Boston, onde especializou-se no Instituto de Tecnologia de Massachusetts. Virou professora na mesma Universidade em que se formou.
Suas pesquisas foram sobre a neurodegeneração e também sobre a doença de Huntington. Hoje ela faz também divulgação científica.
Em 30 de agosto de 2013 foi nomeada, pelo presidente Giorgio Napolitano, senadora vitalícia juntamente com Claudio Abbado, Renzo Piano e Carlo Rubbia, sendo a terceira mulher italiana que assume este cargo, depois de Camilla Ravera e Rita Levi-Montalcini.